# Eszter Muhari
Eszter Muhari, född 30 september 2002 i Budapest, är en ungersk fäktare som tävlar i värja.

## Karriär
Vid OS 2024 i Paris tog Muhari brons i den individuella tävlingen i värja.